# Fred Korth

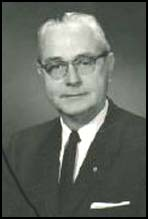
Fred Korth (1962)

Frederick Herman „Fred“ Korth (* 9. September 1909 in Yorktown, DeWitt County, Texas; † 14. September 1998 in El Paso, Texas) war ein US-amerikanischer Jurist und Politiker, der von 1962 bis 1963 als Marinestaatssekretär der Vereinigten Staaten amtierte.

## Leben
Fred Korth wuchs als Sohn eines Bankiers und Ranchers auf dem Familienanwesen im Karnes County auf. Nach dem Besuch der Brackenridge High School machte er seinen ersten Abschluss an der University of Texas in Austin, ehe das juristische Examen an der George Washington University in Washington, D.C. folgte. Während seiner Zeit in der Bundeshauptstadt lernte er auch seine spätere erste Ehefrau kennen, die ebenfalls aus Texas stammte. Seine Stieftochter Melissa ist die Mutter von Beto O’Rourke.
Nach der Rückkehr in seinen Heimatstaat praktizierte Korth zunächst als Anwalt in Fort Worth. Während des Zweiten Weltkrieges diente er dann nach einer Offiziersausbildung in Miami Beach in einer Lufttransporteinheit der Army Air Forces. Er stieg bis zum Oberstleutnant auf und schied im Januar 1946 aus dem aktiven Dienst aus. Anschließend wurde er Präsident der Continental National Bank, ehe er in den Regierungsdienst wechselte und unter Präsident Harry S. Truman den Posten eines Assistant Secretary im Department of the Army übernahm.
1961 nominierte Präsident John F. Kennedy ihn als neuen Leiter des Department of the Navy. Der vorherige Amtsinhaber John Connally war zurückgetreten, um für das Amt des Gouverneurs von Texas zu kandidieren. Korth trat dessen Nachfolge am 4. Januar 1962 an und blieb bis zu seinem Rücktritt am 1. November 1963 auf diesem Posten. Während dieser Zeit geriet er in Konflikt mit Verteidigungsminister Robert McNamara; dabei ging es unter anderem um den Wechsel der strategischen Verantwortlichkeit für den Mittleren Osten und Indien von der Navy zur Army. Außerdem wurde ihm ein Interessenkonflikt bei der Vergabe eines Vertrages über mehrere Milliarden Dollar an die General Dynamics Corporation in Fort Worth vorgeworfen; ein Kongressausschuss bewertete die Anschuldigungen als unbegründet.
Nach dem Ende seiner Amtszeit wurde Fred Korth wieder als Jurist tätig. Er war für eine Anwaltskanzlei in Washington tätig und ging erst im Dezember 1997 mit 88 Jahren in den Ruhestand. Im September des folgenden Jahres erlag er in seinem Haus in El Paso kurz nach seinem 89. Geburtstag einer Krebserkrankung.